# Клеггорн (Айова)
Клеггорн (англ. Cleghorn) — місто (англ. city) в США, в окрузі Черокі штату Айова. Населення — 240 осіб (2010).

## Географія
Клеггорн розташований за координатами 42°48′42″ пн. ш. 95°42′51″ зх. д. / 42.81167° пн. ш. 95.71417° зх. д. (42.811786, -95.714126).  За даними Бюро перепису населення США в 2010 році місто мало площу 0,88 км², уся площа — суходіл. В 2017 році площа становила 0,58 км², уся площа — суходіл.

## Демографія
Згідно з переписом 2010 року, у місті мешкало 240 осіб у 106 домогосподарствах у складі 71 родини. Густота населення становила 271 особа/км².  Було 113 помешкання (128/км²).
Расовий склад населення:
| - 95,0 % — білих - 0,8 % — чорних або афроамериканців - 0,4 % — азіатів |

До двох чи більше рас належало 3,8 %. Частка іспаномовних становила 3,8 % від усіх жителів.
За віковим діапазоном населення розподілялося таким чином: 19,6 % — особи молодші 18 років, 57,9 % — особи у віці 18—64 років, 22,5 % — особи у віці 65 років та старші. Медіана віку мешканця становила 43,0 року. На 100 осіб жіночої статі у місті припадало 98,3 чоловіків;  на 100 жінок у віці від 18 років та старших — 96,9 чоловіків також старших 18 років.
Середній дохід на одне домашнє господарство  становив 47 199 доларів США (медіана — 46 000), а середній дохід на одну сім'ю — 59 458 доларів (медіана — 67 500). Медіана доходів становила 43 750 доларів для чоловіків та 30 625 доларів для жінок. За межею бідності перебувало 19,7 % осіб, у тому числі 40,4 % дітей у віці до 18 років та 18,2 % осіб у віці 65 років та старших.
Цивільне працевлаштоване населення становило 124 особи. Основні галузі зайнятості: освіта, охорона здоров'я та соціальна допомога — 26,6 %, виробництво — 21,0 %, роздрібна торгівля — 12,9 %, фінанси, страхування та нерухомість — 8,1 %.